# بخش هانتیال
بخش هانتیال (به انگلیسی: Hnahthial district) یک منطقهٔ مسکونی در هند است که در میزورام واقع شده‌است.